# Грушевцы
Гру́шевцы (укр. Грушівці) — село в Кельменецкой поселковой общине Днестровского района Черновицкой области Украины.
До 2020 года входило в Кельменецкий район
Население по переписи 2001 года составляло 1327 человек. В 2021 году население составляло 998 человек. Почтовый индекс — 60113. Телефонный код — 3732. Код КОАТУУ — 7322083201.